# دیان استفانوویچ
دیان استفانوویچ (صربی: Dejan Stefanović؛ زادهٔ ۲۸ اکتبر ۱۹۷۴) بازیکن فوتبال اهل صربستان بود.
از باشگاه‌هایی که در آن بازی کرده‌است می‌توان به باشگاه فوتبال پورتسموث، باشگاه فوتبال هاوانت و واترلوویل، باشگاه فوتبال ویتس‌آرنهم، باشگاه فوتبال ستاره سرخ بلگراد، باشگاه فوتبال بئوگراد، باشگاه فوتبال فولام، باشگاه فوتبال شفیلد ونزدی، باشگاه فوتبال پروجا، و باشگاه فوتبال نوریچ سیتی اشاره کرد.
وی همچنین در تیم ملی فوتبال صربستان و مونته‌نگرو بازی کرده‌است.